# Teobaldo Fabri
Teobaldo Fabri (o Tebaldo Fabris) (... – 19 novembre 1331) è stato un vescovo cattolico italiano.
Poco o nulla si conosce delle sue origini familiari. Sappiamo, invece, che iniziò la sua formazione spirituale nel monastero di Santa Eufemia di Verona retto dall'ordine agostiniano.
Secondo gli Annales Veronenses di Ubertino de Romano, giurista operante a Verona sotto gli scaligeri, Teobaldo venne eletto vescovo della diocesi di Verona il 24 giugno 1298 per essere consacrato il 26 ottobre dello stesso anno.
Nel 1301 venne nominato esecutore testamentario delle ultime volontà di Alberto I della Scala, nel 1311 presenziò all'incoronazione di Enrico VII di Lussemburgo a Milano, tre anni più tardi, a quanto racconta Giovambattista Biancolini, partecipa alla traslazione dei corpi dei santi Benigno e Caro. Tali eventi dimostrano i buoni rapporti intercorsi tra Teobaldo e i signori scaligeri.
Grazie al vescovo Teobaldo, la chiesa di Verona attraversò un periodo di dinamismo e ritrovata spiritualità. Vennero consacrate nuove chiese, si favorì il culto delle reliquie e vennero concesse numerose indulgenze. Inoltre, si assistette ad una diffusione del francescanesimo in città; a tal proposito Teobaldo si trovò a dover gestire una controversia tra i francescani 
e i benedettini per il monastero di San Fermo Maggiore che si concluse a favore dei secondi. Morì a Verona il 19 novembre 1331 e venne sepolto nella cattedrale cittadina.